# 北急行

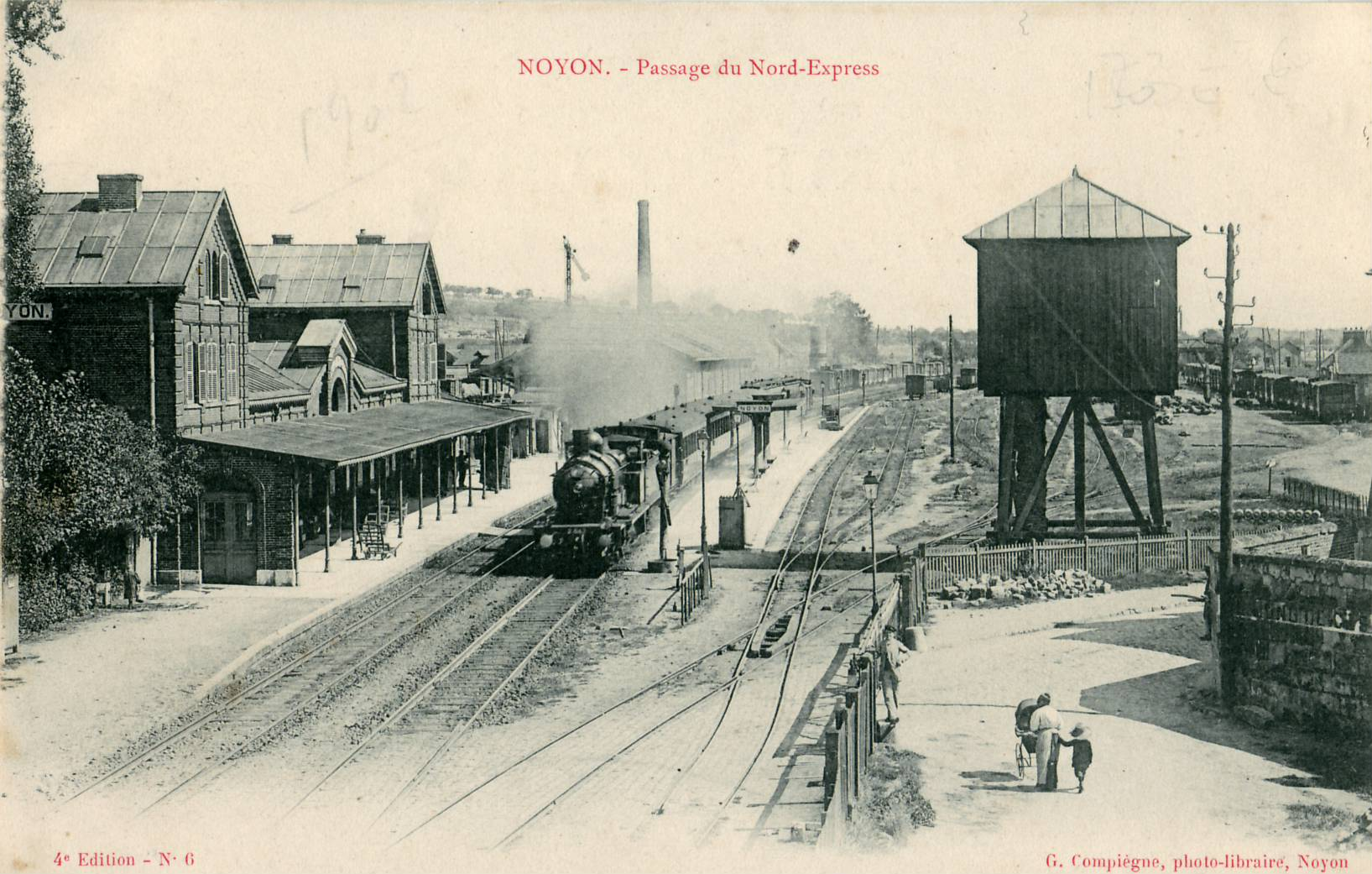
北フランスのノワイヨン駅を通過する北急行（20世紀初頭）

北急行（きたきゅうこう、Nord Express）あるいは北方急行、ノール・エクスプレス、ノルド・エクスプレスは、ヨーロッパで運行されていた国際寝台列車である。
1896年に国際寝台車会社（ワゴン・リ社）による豪華列車の一つとして、ベルギーのオーステンデおよびフランスのパリと、ロシア帝国のサンクトペテルブルクの間で運転を始めた。その後第一次世界大戦と第二次世界大戦による運休をはさみながら、1999年まで存続した。運行区間は時期によって大きく異なり、また途中でいくつかの方向に分岐していた。東の終点は第一次世界大戦前はサンクトペテルブルクとワルシャワであったが、戦間期にはポーランド方面（ワルシャワまたはソビエト連邦との国境）とラトビアのリガが主となり、第二次大戦後はデンマークのコペンハーゲンを主な目的地とした。廃止直前には、ケルン - コペンハーゲン間のユーロナイトであった。

## 歴史

### 「南北急行」の構想
ワゴン・リ社は創業翌年の1872年からベルギーのオーステンデとドイツ帝国のベルリンの間で寝台車の営業を行なっていた。さらにベルリンからアイトクーネンでも寝台車を運行した。1878年には社長ジョルジュ・ナゲルマケールスがロシアを訪れ、ロシア帝国内での事業に関する交渉を開始した。
ワゴン・リ社は1884年に「南北急行(Nord-Sud Express)」の構想を発表した。これはロシアのサンクトペテルブルクとポルトガルのリスボンを結ぶもので、途中アイトクーネン、ケーニヒスベルク（現カリーニングラード）、ベルリン、ハノーファー、ケルン、リエージュ、パリ、ボルドーを経由する予定であった。また一部の客車はカレーとマドリッドへ分岐するとされた。ロシアとスペイン、ポルトガルの鉄道は、ヨーロッパ中央部の標準軌とは異なる広軌を使用していたため、従来は列車の直通は不可能だったが、3軸台車を用いた一種の軌間可変車両を開発し直通運転を行う計画であった。サンクトペテルブルク - リスボン間4834kmの所要時間は83時間以下と予定されていた。またリスボンでは南アメリカへ向かう船と接続し、東ヨーロッパから南米へは従来のル・アーヴル経由の乗り継ぎと比べて30時間の短縮になるとされた。
しかしこの計画は実現することはなかった。軌間可変車両の実用化には、ロシアとスペインが国防上の理由から強く抵抗したと推測されている。1884年のコレラの流行も、各国の国際列車に対する態度を消極的にしていた。またドイツも、ベルリンを通り過ぎるだけの列車に難色を示した。このため、列車はパリを境に北急行と南急行の2つに分断され、まず南急行が1887年から運転を始めた。軌間可変車両の開発も断念され、国境での乗り換えが必要となった。

### 第一次大戦前

第一次大戦前の北急行の経路。赤は標準軌、青は広軌の列車。黒はロンドンへの接続、南急行、シベリア横断急行。

北急行は1896年5月9日にオーステンデおよびパリとサンクトペテルブルクの間で週1往復の運行を始めた。標準軌の客車が直通するのはパリおよびオーステンデとアイトクーネンまたはヴェルジュボロヴォの間である。サンクトペテルブルク行きはヴェルジュボロヴォで、パリ・オーステンデ行きはアイトクーネンで客車を乗り換えた。パリ発着の編成とオーステンデ発着の編成はリエージュで合流した。また、カレー - ブリュッセル間にはサロン車（食堂車兼用の座席車）1両と荷物車からなる列車が運転され、ブリュッセル北駅でオーステンデ発着の北急行と接続した。オーステンデとカレーではそれぞれイギリス・ドーバーとの連絡船に接続していた。なおカレー発着は1902年に廃止されている。
翌1897年1月1日からはオーステンデ発着編成は週2往復の運転となった。さらに5月1日にはオーステンデ - ベルリン間は毎日運転となる。ただしパリ発着編成はこの時点では週1往復のままであった。11月3日からはパリ - サンクトペテルブルク間およびカレー - ブリュッセル間も週2往復となった。また1897年から1898年にかけての冬季には、パリ発着編成の一部の寝台車が南フランスのニースまで直通した。翌年以降はサンクトペテルブルク・ウィーン・ニース・カンヌ急行の運転開始に伴い、このような直通は行われていない。1899年6月1日からはパリ - ベルリン間も毎日運転となった。
そして同年11月4日からは、オーステンデ・パリからベルリン経由ワルシャワまで週1往復延長されるようになった。ワルシャワは当時ロシア帝国内のポーランド立憲王国に属しており、鉄道はワルシャワ以西が標準軌、以東が広軌であった。1909年6月1日からは、ワルシャワ - モスクワ間に北急行と接続する「ワルシャワ・モスクワ・北急行」が運転され、モスクワでは極東へ向かうシベリア横断急行と連絡した。ただし、標準軌の北急行と広軌のワルシャワ・モスクワ・北急行はワルシャワでの発着駅が異なり、乗り換えには市内移動を必要とした。この頃のシベリア横断急行は途中イルクーツクでの乗り換えが必要だったが、1914年にはモスクワからウラジオストク、長春への直通が実現した。さらにワルシャワから極東までの直通も計画されたが、実現する前に第一次世界大戦が勃発してしまった。
1914年の第一次世界大戦勃発の直前、各国での総動員のため、北急行はその他の国際豪華列車とともに運休となった。

### 戦間期

戦間期の北急行の経路（赤）。

第一次大戦後、フランスやイギリスは新たに独立したポーランド（第二共和国）などをソビエト連邦に対する隔離線(Cordon sanitaire)として重視した。またヴェルサイユ条約では、ドイツは連合国間の国際列車を最良の条件で通過させる義務を負った。とはいえ、ドイツの鉄道は戦争とその後の混乱のため荒廃しており、戦争直後には北急行の運転再開は困難だった。
1919年2月から、パリ - ウィーン間に「軍用豪華列車(Train de luxe militaire)」、別名「オリエント急行」が、ドイツ領を迂回してスイス経由で運転された。この列車の客車の一部はウィーンからボフーミン経由ワルシャワまで直通した。1920年7月1日からは、民間人の乗車可能な急行列車「ブローニュ/パリ/オーステンデ - プラハ - ワルシャワ急行(Boulogne/Paris/Oostende - Prague - Varsovie - Express)」がストラスブール、シュトゥットガルト経由で運行を始めた。
戦前の北急行の経路での、パリ・オーステンデ - ワルシャワ間の列車が復活したのは1921年5月15日である。この列車はワゴン・リ社の寝台車、食堂車のほか、フランスの北部鉄道、ベルギー国鉄、ドイツ国営鉄道、ポーランド国鉄の客車も含んでおり、「豪華列車」ではなかった。ただし、列車番号は戦前の北急行と同じもの（フランス・ベルギーでは2279/2280、ドイツでは11/12）が付けられた。1924年6月24日からはベルリンで分岐しラトビアのリガへも直通するようになった。この時期の列車は「パリ-ベルリン-リガ-ワルシャワ急行」のような名で呼ばれていた。

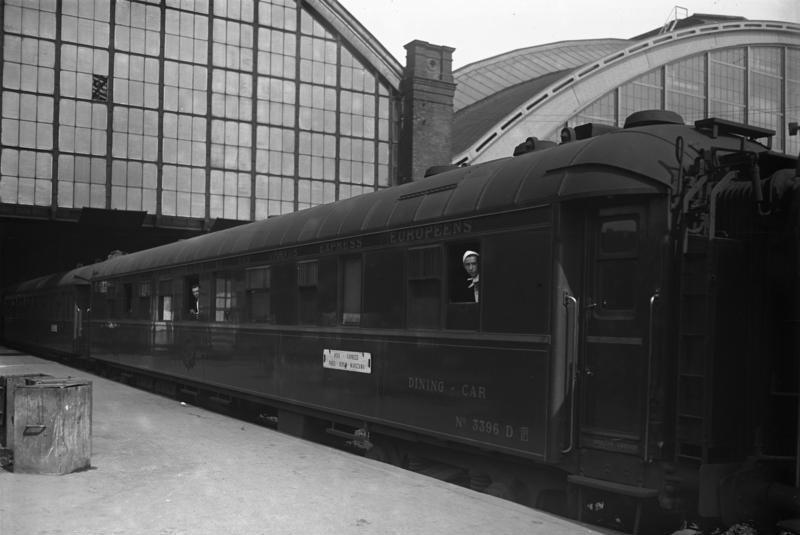
ベルリン・シュレージエン駅（現東駅）に停車中の北急行の食堂車（1926年）

豪華列車としての北急行の運転が再開されたのは1926年である。事前の発表では、北急行は5月14日のダイヤ改正から、パリ・オーステンデとワルシャワ・リガの間で運転される予定になっていた。ところがその直前に発生したイギリスのゼネラル・ストライキ(1926 United Kingdom general strike)とポーランドのユゼフ・ピウスツキによるクーデターの影響で、北急行の運転区間は暫定的にベルリンまでとされた。同年の冬ダイヤ改正から週3往復がワルシャワまで延長された。同時にカレー - ベルリン - ワルシャワ間の客車も北急行に加わった。カレー発着編成は北フランスのオノワでパリ発着編成と合流した。
1927年3月にはドイツ、ポーランド、自由都市ダンツィヒの間でポーランド回廊を横断する列車に関する協定が成立し、これを受けて北急行は5月15日から週5往復がケーニヒスベルク経由ラトビアのリガまで延長されるようになった。ただし、ベルリン - リガ間は一般の急行列車と併結された。1928年にはカレー発着編成の経路がブリュッセル経由に変更され、カレー・ブリュッセル間は「カレー・ブリュッセル・プルマン急行」と併結して運転されるようになった。同時にカレーからリガまでの直通も行われるようになったが、これは2年後に廃止されている。1929年にはハノーファーで北急行から分離しパリ - ハンブルク（アルトナ）間を直通する客車が加わった。またワルシャワ行き列車はポーランド国内での走行経路が変更され、ポズナンからワルシャワまでが短絡された。
1930年からは、ワルシャワ行き編成が週に1往復、ポーランドとソビエト連邦の国境駅であるストルプツェ（現ベラルーシ領ストーブシー）まで運転されるようになった。これは1936年には国境のソ連側であるネゴレロエまで延長されている。ネゴレロエではモスクワ方面へのソ連の列車に乗り換えとなった。ネゴレロエ以東の列車はシベリア鉄道まで直通して運転されることもあった。またモスクワやシベリア鉄道への連絡はリガ経由でも行われており、これらにより北急行は日本や中国と西ヨーロッパを結ぶ経路の一部を担っていた。
1932年からは夏季（7月と8月）のみパリ - ハンブルクの客車が大ベルト海峡の連絡船を介してデンマークのコペンハーゲンまで延長された。1935年以降はパリ - コペンハーゲン間は通年で毎日運転となる。1934年には、オーステンデからリガやワルシャワ、ソ連国境への直通が廃止された。代わりに、オーステンデ発着の客車はベルリンから分岐し、ドイツ領シュレージエン（ポーランド語名称：シロンスク）、ポーランド南部を経由してルーマニアのブカレストまで運転された。オーステンデ - ブカレスト間は1934年時点では毎日運転だったが、1937年に週3往復に減便され、ワルシャワ・ソ連国境行きが復活している。
1934年にはパリ - リガ間が毎日運転となっており、1938年にはポーランド方面も毎日運転となった。1938年から1939年にかけての区間別の運転頻度は以下のとおりであった。
| 寝台車の運行区間                       | 頻度    | 備考                                   |
| -------------------------------------- | ------- | -------------------------------------- |
| パリ - ベルリン                        | 毎日    |                                        |
| パリ - ベルリン - ワルシャワ           | 週5往復 | ネゴレロエ行きの運行日以外             |
| パリ - ワルシャワ - ネゴレロエ         | 週2往復 |                                        |
| パリ - ベルリン - リガ                 | 毎日    |                                        |
| パリ - コペンハーゲン                  | 毎日    |                                        |
| オーステンデ - ベルリン - ワルシャワ   | 週2往復 | ネゴレロエ、ブカレスト行きの運行日以外 |
| オーステンデ - ワルシャワ - ネゴレロエ | 週2往復 |                                        |
| オーステンデ - ベルリン - ブカレスト   | 週3往復 |                                        |
| カレー - ベルリン - ワルシャワ         | 週5往復 | ネゴレロエ行きの運行日以外             |
| カレー - ワルシャワ - ネゴレロエ       | 週2往復 |                                        |

第二次世界大戦勃発直前の1939年8月22日、北急行を含むドイツ経由の豪華列車はすべて運休となった。

### 第二次大戦後
1946年8月15日、北急行はパリおよびカレーとベルリンの間で、戦前と同じ列車名、同じ列車番号(L11/12)で週3往復の運転を再開した。これは第二次大戦の終結後、民間人の乗車可能な列車としては初めて、ドイツの西側3ヶ国（イギリス、アメリカ合衆国、フランス）の占領地域（後の西ドイツ）とソビエト連邦の占領地域（後の東ドイツ）の境界を越えるものであった。ただし当時ケルンのホーエンツォレルン橋は使用不可能であり、南橋(Südbrücke)を迂回した。またハノーファー - ベルリン間では戦前より南回りの経路をとり、ヘルムシュテットで東西の境界を越え、マクデブルク経由でベルリンに入った。
しかし同年10月7日からは、北急行(L11/12)の運転区間はパリ - ストックホルム間に変更された。途中ハムからミュンスター、ハンブルク、大ベルト海峡、コペンハーゲンなどを経由した。ベルリンへは北急行に代わり、新設された長距離急行列車FD111/112がユトレヒトから乗り入れた。ただし途中オスナブリュックで北急行の客車の一部がFD111/112列車に付け替えられ、パリ - ベルリン間を直通した。パリ - ベルリン間の所要時間は戦前の倍以上を要していた。
1948年5月9日のダイヤ改正では、FD111/112列車の運転区間がケルン - ベルリン間に変更され、北急行との客車の入れ替えもケルンで行われるようになった。1948年に発生したベルリン封鎖の間はベルリンへの直通は不可能となったが、1949年に復活し、1950年からはパリ - ワルシャワ間の直通も行われた。ただしこの区間を直通した寝台車はワゴン・リのものではなく、ポーランドの国有企業Orbis社の所属であった。その後1960年には東西急行(Ost-West Express)がパリ - モスクワ間を直通するようになった。
一方、北急行の本体(L11/12列車)はコペンハーゲン経由ストックホルム行きとなっていたが、1948年にはこれにオーステンデ - コペンハーゲン間を直通する客車が加わった。1950年にはオリエント急行などが豪華列車から長距離急行列車に種別変更されたため、北急行は列車種別としての「豪華列車」に分類される唯一の列車となった。しかし翌1951年には北急行も特急列車(F11/12)に変更され、運行区間はパリ - コペンハーゲン間となった。1951年には西ドイツとデンマークを結ぶ新たな経路として、のちの「渡り鳥コース」の原型であるグローセンブローデ - ゲッサー間の鉄道連絡船が開設され、1953年には西ドイツ - デンマーク（コペンハーゲン）間の国際列車の多くがこの経路となったが、北急行のみは大ベルト海峡経由を続けた。1963年5月26日の渡り鳥コース開通に伴い、北急行もこのルートに変更されたが、同時に列車種別は急行列車に格下げされた。
1986年夏ダイヤ改正で、北急行の運転区間はオーステンデ - コペンハーゲン間に変更された。オーステンデ - アーヘン間はオーステンデ・ウィーン急行と併結された。パリ発着の客車（パリ - アーヘン間はインターシティ「モリエール」）は残ったものの、この区間ではもはや北急行の名は名乗っていない。1997年9月28日には、北急行はグレートベルト・リンク経由に変更され、種別はユーロナイトになった。ただし運行区間はケルン - コペンハーゲン間に短縮された。
1999年夏ダイヤ改正（5月30日）で、北急行は独立した列車としては廃止された。代わってユーロナイト「ハンス・クリスチャン・アンデルセン」（ミュンヘン - コペンハーゲン）が、多層建て列車としてボン - ケルン - コペンハーゲンの列車を含むようになった。運行区間は後にハーゲン - コペンハーゲン間に変更された。2007年12月9日には、この列車はアムステルダム - ケルン - コペンハーゲン間のシティナイトライン"Borealis"に置き換えられた。

## 車両・編成

### 第一次大戦前（車両・編成）
1896年の運転開始時点では、北急行の標準軌区間に充てられたのは同年製造の寝台車4両（457号車 - 460号車、オーステンデ発着とパリ発着が各2両）と、1892年製の元ペニンスラ・オリエント急行（カレー - ブリンディシ）の食堂車292号車（オーステンデ発着）である。また、1889年から1893年までカレー - パリ間の「クラブ列車 (Club train)」に用いられていたサロン車245号車がカレー - ブリュッセル間の接続列車に用いられ、やはり元クラブ列車の食堂車242号車がパリ - ジュモン（ベルギー国境）間で連結された。このほか、1889年から1892年にかけて製造された荷物車もあった。
その後、数次に渡って北急行用の車両の増備が行われた。1909年時点で北急行に充てられた客車は以下の通りである。
| 車両             | 標準軌車両       | 標準軌車両 | 広軌車両                 | 広軌車両     |
| 車両             | オーステンデ発着 | パリ発着   | サンクトペテルブルク系統 | モスクワ系統 |
| ---------------- | ---------------- | ---------- | ------------------------ | ------------ |
| 寝台車           | 22両             | 22両       | 5両                      | 4両          |
| 食堂車           | 8両              | 3両        | 2両                      | 2両          |
| 荷物・郵便車     | 6両              |            |                          |              |
| 荷物車           |                  | 8両        | 2両                      | 3両          |
| 荷物車（隔離車） | 2両              |            |                          |              |

1909年から14年までの北急行の標準軌区間での編成は以下のとおり。
| 車両             | 両数 | 運転区間                                        |
| ---------------- | ---- | ----------------------------------------------- |
| 荷物車（隔離車） | 1    | オーステンデ - リエージュ                       |
| 寝台車           | 2    | オーステンデ - ベルリン/ヴィルバリス/ワルシャワ |
| 食堂車           | 1    | オーステンデ - ベルリン/ヴィルバリス/ワルシャワ |
| 荷物車           | 1    | オーステンデ - ベルリン/ヴィルバリス/ワルシャワ |

| 車両       | 両数     | 運転区間                                |
| ---------- | -------- | --------------------------------------- |
| 荷物車     | 1        | パリ - ベルリン/ヴィルバリス/ワルシャワ |
| 寝台車     | 1または2 | パリ - ベルリン/ヴィルバリス/ワルシャワ |
| （食堂車） | 1        | ジュモン - リエージュ                   |

### 戦間期（車両・編成）

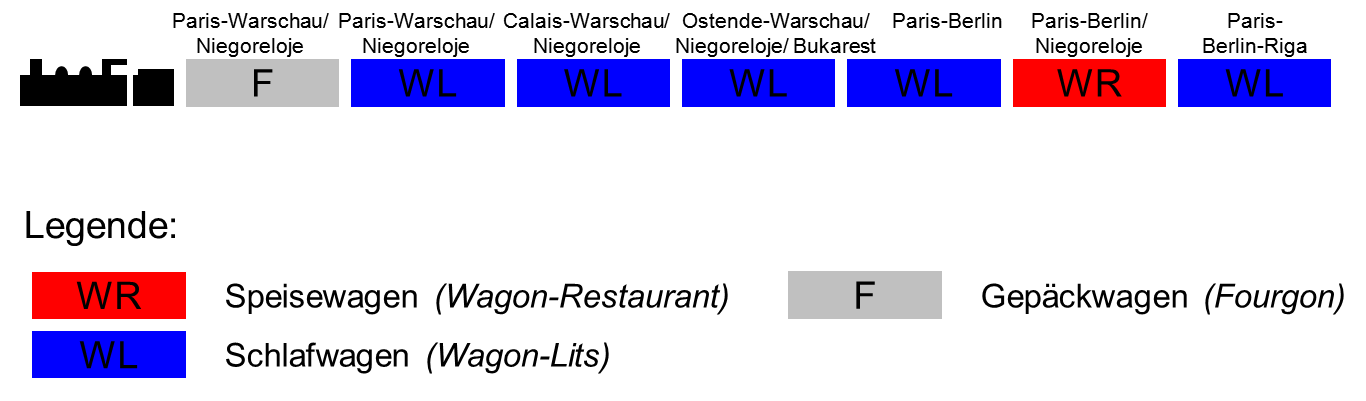
1938年時点の北急行のハノーファー - ベルリン間における編成図
WL : 寝台車
WR : 食堂車
F : 荷物車

1926年の運転再開時点で、北急行に用いられた寝台車はS型（S1型）である。これは全鋼製で、1人用個室8室、2人用個室4室からなる。北急行の運用には21両（2943号車 - 2963号車）が充てられた。このほか、食堂車5両（2877号車 - 2881号車）、荷物車8両（1245号車 - 1252号車）が北急行専用とされた。
その後、1931年にはワゴン・リ社史上最も豪華な寝台車であるLx10型（1人用個室10室）7両（3509号車 - 3515号車）が加わった。また、このときからS型寝台車の2人用個室は二等車（三等級制）扱いとなった。1934年には、オーステンデ - ブカレスト系統用にS型寝台車9両（2789号車 - 2796号車、2799号車）が充てられた。1935年に加わったパリ - コペンハーゲン間の客車はY型（3588号車 - 3592号車）である。1937年には、パリ - ベルリン、ポーランド、リガ間のS型寝台車はすべてLX16型（1人用個室4室、2人用6室）に置き換えられた。また、カレー - ワルシャワ系統にはS型寝台車が充てられた。

## 経由地・停車駅

### 第一次大戦前（経由地・停車駅）
特記以外は1909年時点のワゴン・リ社の時刻表(Mühl 1991, p. 103)による。
| 国                                                      | 経由地                                                                                 | 備考 |
| パリ - リエージュ （- サンクトペテルブルク/ワルシャワ） | パリ - リエージュ （- サンクトペテルブルク/ワルシャワ）                                | パリ - リエージュ （- サンクトペテルブルク/ワルシャワ） |
| ------------------------------------------------------- | -------------------------------------------------------------------------------------- | --- |
| フランス                                                | パリ                                                                                   | 北駅に停車。南急行と連絡。1897年 - 98年冬にはニースまで直通。 |
| フランス                                                | サン＝カンタン                                                                         | |
| フランス                                                | ジュモン                                                                               | 国境駅 |
| ベルギー                                                | エルクリンヌ                                                                           | 国境駅 |
| ベルギー                                                | シャルルロワ                                                                           | |
| ベルギー                                                | ナミュール                                                                             | |
| ベルギー                                                | ユイ                                                                                   | |
| ベルギー                                                | リエージュ                                                                             | 以下、オーステンデ発着の編成と合流。 |
| カレー - ブリュッセル                                   |                                                                                        | |
| フランス                                                | カレー                                                                                 | イギリス・ドーバーとの連絡船に接続。 |
| フランス                                                | リール                                                                                 | |
| ベルギー                                                | ブリュッセル                                                                           | 北駅に停車。オーステンデ発着の列車に乗り換え。 |
| オーステンデ - サンクトペテルブルク                     |                                                                                        | |
| ベルギー                                                | オーステンデ                                                                           | イギリス・ドーバーとの連絡船に接続。 |
| ベルギー                                                | ブリュッセル                                                                           | 北駅に停車 |
| ベルギー                                                | ルーヴェン                                                                             | |
| ベルギー                                                | アンス                                                                                 | |
| ベルギー                                                | リエージュ                                                                             | パリ発着編成と合流。 |
| ベルギー                                                | ヴェルヴィエ                                                                           | 東駅に停車 |
| ベルギー                                                | ウェルカンラト                                                                         | 国境駅 |
| ドイツ帝国                                              |                                                                                        | |
| ヘルベスタル                                            | 国境駅。現ベルギー領ロンツェンの一部。                                                 | |
| アーヘン                                                |                                                                                        | |
| デューレン Düren                                        |                                                                                        | |
| ケルン                                                  |                                                                                        | |
| デュッセルドルフ                                        |                                                                                        | |
| デュースブルク                                          |                                                                                        | |
| エッセン                                                | 1899年まではオーバーハウゼン経由。                                                     | |
| ドルトムント                                            |                                                                                        | |
| ハム                                                    |                                                                                        | |
| ビーレフェルト                                          |                                                                                        | |
| ハノーファー                                            |                                                                                        | |
| シュテンダール Stendal                                  |                                                                                        | |
| ベルリン                                                | ベルリン市街鉄道経由。動物園駅、フリードリヒ通り駅、シュレージエン駅（現東駅）に停車。 | |
| ランツベルク                                            | 現ポーランド領ゴジュフ・ヴィエルコポルスキ                                             | |
| シュナイデミュール                                      | 現ポーランド領ピワ                                                                     | |
| コニッツ                                                | 現ポーランド領ホイニツェ                                                               | |
| ディルシャウ                                            | 現ポーランド領トチェフ                                                                 | |
| エルビング                                              | 現ポーランド領エルブロンク                                                             | |
| ケーニヒスベルク                                        | 現ロシア領カリーニングラード                                                           | |
| インステルブルク                                        | 現ロシア領チェルニャホフスク                                                           | |
| アイトクーネン                                          | 国境駅。オーステンデ、パリ行きは標準軌客車に乗り換え。現ロシア領チェルニシェフスコエ   | |
| ロシア帝国                                              | ヴェルジュボロヴォ                                                                     | 国境駅。サンクトペテルブルク行きは広軌車両に乗り換え。現リトアニア・ヴィルバリス、ドイツ語表記ではヴィルバレン (Wirballen)。駅の所在地は正確にはキーバルタイだが、近くの都市の名をとってこの駅名で呼ばれた。 |
| ロシア帝国                                              | カウナス                                                                               | 現リトアニア領 |
| ロシア帝国                                              | ヴィリニュス                                                                           | 現リトアニア領 |
| ロシア帝国                                              | Švenčionėliai                                                                          | 現リトアニア領 |
| ロシア帝国                                              | ドヴィンスク                                                                           | 現ラトビア領ダウガフピルス |
| ロシア帝国                                              | レーゼクネ                                                                             | 現ラトビア領 |
| ロシア帝国                                              | カルサヴァ                                                                             | 現ラトビア領 |
| ロシア帝国                                              | オストロフ                                                                             | |
| ロシア帝国                                              | プスコフ                                                                               | |
| ロシア帝国                                              | ルーガ                                                                                 | |
| ロシア帝国                                              | ガッチナ                                                                               | |
| ロシア帝国                                              | サンクトペテルブルク                                                                   | |
| （オーステンデ/パリ -） ベルリン - ワルシャワ           |                                                                                        | |
| ドイツ帝国                                              | ベルリン                                                                               | |
| ドイツ帝国                                              | フランクフルト・アン・デア・オーダー                                                   | |
| ドイツ帝国                                              | ベンチェン                                                                             | 現ポーランド領ズボンシン |
| ドイツ帝国                                              | ポーゼン                                                                               | 現ポーランド領ポズナン |
| ドイツ帝国                                              | トルン                                                                                 | 現ポーランド領 |
| （ポーランド立憲王国）                                  | アレクサンドルフ                                                                       | 国境駅。現アレクサンドルフ・クヤフスキ |
| （ポーランド立憲王国）                                  | クトノ                                                                                 | |
| （ポーランド立憲王国）                                  | スキェルニェヴィツェ                                                                   | |
| （ポーランド立憲王国）                                  | ワルシャワ                                                                             | ウィーン駅（ワルシャワ・ウィーン鉄道の駅）に停車。 |
| ワルシャワ - モスクワ（ワルシャワ・モスクワ・北急行）   |                                                                                        | |
| （ポーランド立憲王国）                                  | ワルシャワ                                                                             | ブレスト駅（現東駅）に停車。ウィーン駅発着の標準軌列車との乗り継ぎには市内移動が必要であった。 |
| ロシア帝国                                              | ブレスト                                                                               | 現ベラルーシ |
| ロシア帝国                                              | バラーナヴィチ                                                                         | 現ベラルーシ |
| ロシア帝国                                              | ミンスク                                                                               | 現ベラルーシ |
| ロシア帝国                                              | ヴォルシャ                                                                             | 現ベラルーシ |
| ロシア帝国                                              | スモレンスク                                                                           | |
| ロシア帝国                                              | ヴャジマ                                                                               | |
| ロシア帝国                                              | モスクワ                                                                               | ブレスツキー駅（現ベラルースキー駅）、クールスキー駅に停車。クールスキー駅でシベリア横断急行に接続。 |

### 戦間期（経由地・停車駅）
特記以外は1936年時点のワゴン・リ社の時刻表(Mühl 1991, pp. 207–208)による。
| 国                                                   | 経由地                                | 停車駅                                          | 備考                                                                       |
| カレー - ブリュッセル （-ワルシャワ）                | カレー - ブリュッセル （-ワルシャワ） | カレー - ブリュッセル （-ワルシャワ）           | カレー - ブリュッセル （-ワルシャワ）                                      |
| ---------------------------------------------------- | ------------------------------------- | ----------------------------------------------- | -------------------------------------------------------------------------- |
| フランス                                             | カレー                                | マリティーム（臨港）駅                          | イギリス・ドーバーとの連絡船に接続。                                       |
| フランス                                             | リール                                | サン・タンドレ駅                                | 駅の所在地はリール市外のサン＝タンドレ＝レ＝リール                         |
| ベルギー                                             | トゥルネー                            |                                                 |                                                                            |
| ベルギー                                             | ブリュッセル                          | 北駅                                            | 以下オーステンデ発着編成と合流。                                           |
| オーステンデ - リエージュ （-ブカレスト）            |                                       |                                                 |                                                                            |
| ベルギー                                             | オーステンデ                          | ケ（桟橋）駅                                    | 現オーステンデ駅。イギリス・ドーバーとの連絡船に接続。                     |
| ベルギー                                             | ヘント                                | シント＝ピーテルス駅                            |                                                                            |
| ベルギー                                             | ブリュッセル                          | 北駅                                            |                                                                            |
| ベルギー                                             | リエージュ                            | ギユマン駅                                      | 以下、パリ発着編成と合流。                                                 |
| パリ - ベルリン - ワルシャワ                         |                                       |                                                 |                                                                            |
| フランス                                             | パリ                                  | 北駅                                            |                                                                            |
| フランス                                             | ウルノワ                              | 1933年以降はパリ - リエージュ間無停車           | 1928年までカレー発着編成はここで合流。                                     |
| フランス                                             | ジュモン                              | 1933年以降はパリ - リエージュ間無停車           | 国境駅                                                                     |
| ベルギー                                             | エルクリンヌ                          | 1933年以降はパリ - リエージュ間無停車           | 国境駅                                                                     |
| ベルギー                                             | シャルルロワ                          | 1933年以降はパリ - リエージュ間無停車           |                                                                            |
| ベルギー                                             | ナミュール                            | 1933年以降はパリ - リエージュ間無停車           |                                                                            |
| ベルギー                                             | リエージュ                            | ギユマン駅                                      | オーステンデ発着の編成と合流。                                             |
| ベルギー                                             | ヴェルヴィエ                          | 中央駅                                          |                                                                            |
| ベルギー                                             | ヘルベスタル                          |                                                 | 国境駅。                                                                   |
| ドイツ                                               | アーヘン                              |                                                 | 国境駅。                                                                   |
| ドイツ                                               | ケルン                                | 中央駅                                          |                                                                            |
| ドイツ                                               | ヴッパータール                        | ヴッパータール・エルバーフェルト駅 （現中央駅） | 1933年以前はデュッセルドルフ、デュースブルク、エッセン、ドルトムント経由。 |
| ドイツ                                               | ハーゲン                              |                                                 | 1933年以前はデュッセルドルフ、デュースブルク、エッセン、ドルトムント経由。 |
| ドイツ                                               | ハム                                  |                                                 |                                                                            |
| ドイツ                                               | ハノーファー                          |                                                 | ハンブルク、コペンハーゲン行きを分割。                                     |
| ドイツ                                               | ベルリン                              | 動物園駅                                        |                                                                            |
| ドイツ                                               | ベルリン                              | フリードリヒ通り駅                              |                                                                            |
| ドイツ                                               | ベルリン                              | シュレージエン駅                                | 現東駅                                                                     |
| ドイツ                                               | フランクフルト・アン・デア・オーダー  |                                                 |                                                                            |
| ドイツ                                               | ノイ・ベンチェン                      |                                                 | 国境駅。現ポーランド領ズボンシネク                                         |
| ポーランド                                           | ズボンシン                            |                                                 | 国境駅。                                                                   |
| ポーランド                                           | ポズナン                              |                                                 |                                                                            |
| ポーランド                                           | クトノ                                |                                                 | 1929年以前はオストロフ、ウッチ経由。                                       |
| ポーランド                                           | ワルシャワ                            | （旧）中央駅 Dworzec Główny w Warszawie         | ワルシャワ都心貫通線上の地下駅。現中央駅とは異なる。                       |
| ポーランド                                           | ビャウィストク                        |                                                 |                                                                            |
| ポーランド                                           | ストルプツェ                          |                                                 | 国境駅。現ベラルーシ領ストーブシー                                         |
| ソビエト連邦                                         | ネゴレロエ                            |                                                 | 国境駅。現ベラルーシ領Пасёлак Негарэлае。モスクワ方面へ乗り換え。          |
| （パリ-） ベルリン - リガ                            |                                       |                                                 |                                                                            |
| ドイツ                                               | ベルリン                              | シュレージエン駅                                |                                                                            |
| ドイツ                                               | ランツベルク                          |                                                 | 現ポーランド領ゴジュフ・ヴィエルコポルスキ                                 |
| ドイツ                                               | シュナイデミュール                    |                                                 | 現ポーランド領ピワ                                                         |
| ポーランド                                           | ホイニツェ                            |                                                 | ポーランド回廊                                                             |
| ポーランド                                           | トチェフ                              |                                                 | ポーランド回廊                                                             |
|                                                      |                                       |                                                 | この間自由都市ダンツィヒ領を通過                                           |
| ドイツ                                               | エルビング                            |                                                 | 現ポーランド領エルブロンク                                                 |
| ドイツ                                               | ケーニヒスベルク                      |                                                 | 現ロシア領カリーニングラード                                               |
| ドイツ                                               | インステルブルク                      |                                                 | 現ロシア領チェルニャホフスク                                               |
| ドイツ                                               | アイトクーネン                        |                                                 | 国境駅。現ロシア領チェルニシェフスコエ                                     |
| リトアニア                                           | ヴィルバリス                          | ヴィルバリス駅                                  | 国境駅。駅の所在地はキーバルタイ。                                         |
| リトアニア                                           | カウナス                              |                                                 |                                                                            |
| リトアニア                                           | シャウレイ                            |                                                 |                                                                            |
| リトアニア                                           | ヨニシュキス                          |                                                 | 国境駅                                                                     |
| ラトビア                                             | Meitene                               |                                                 | 国境駅。駅の所在地はエレヤ。                                               |
| ラトビア                                             | イェルガヴァ                          |                                                 |                                                                            |
| ラトビア                                             | リガ                                  |                                                 | モスクワ方面へ乗り換え。                                                   |
| （パリ - ） ハノーファー - アルトナ - コペンハーゲン |                                       |                                                 |                                                                            |
| ドイツ                                               | ハノーファー                          |                                                 |                                                                            |
| ドイツ                                               | ハンブルク                            | 中央駅                                          |                                                                            |
| ドイツ                                               | ハンブルク                            | ダムトーア駅                                    |                                                                            |
| ドイツ                                               | アルトナ                              | 中央駅                                          | 1938年以降はハンブルク＝アルトナ駅                                         |
| ドイツ                                               | フレンスブルク                        |                                                 | 国境駅                                                                     |
| デンマーク                                           | パドボー                              |                                                 | 国境駅                                                                     |
| デンマーク                                           | フレゼリシア                          |                                                 |                                                                            |
| デンマーク                                           | ニュボー                              |                                                 | この間連絡船で大ベルト海峡を横断。                                         |
| デンマーク                                           | コアセア                              |                                                 | この間連絡船で大ベルト海峡を横断。                                         |
| デンマーク                                           | コペンハーゲン                        |                                                 | オスロ方面へ乗り換え。                                                     |
| （オーステンデ - ） ベルリン - ブカレスト            |                                       |                                                 |                                                                            |
| ドイツ                                               | ベルリン                              | シュレージエン駅                                |                                                                            |
| ドイツ                                               | フランクフルト・アン・デア・オーダー  |                                                 |                                                                            |
| ドイツ                                               | ブレスラウ                            |                                                 | 現ポーランド領ヴロツワフ                                                   |
| ドイツ                                               | グライヴィッツ                        |                                                 | 現ポーランド領グリヴィツェ                                                 |
| ドイツ                                               | ボイテン                              |                                                 | 国境駅。現ポーランド領ビトム                                               |
| ポーランド                                           | カトヴィツェ                          |                                                 |                                                                            |
| ポーランド                                           | クラクフ                              |                                                 |                                                                            |
| ポーランド                                           | プシェムィシル                        |                                                 |                                                                            |
| ポーランド                                           | ルヴフ                                |                                                 | 現ウクライナ領リヴィウ                                                     |
| ポーランド                                           | Śniatyn                               |                                                 | 国境駅。現ウクライナ領Снятин                                               |
| ルーマニア                                           | Grigore Ghica Vodă                    |                                                 | 国境駅。現ウクライナ領Неполоківці                                          |
| ルーマニア                                           | チェルナウツィ                        |                                                 | 現ウクライナ領チェルニウツィー                                             |
| ルーマニア                                           | マラシェシュティ                      |                                                 |                                                                            |
| ルーマニア                                           | プロイェシュティ                      |                                                 |                                                                            |
| ルーマニア                                           | ブカレスト                            | 北駅                                            |                                                                            |

## ポスター
1927年にアドルフ・ムーロン・カッサンドルが北急行の広告用ポスターを製作している。これは同年の「北極星号（エトワール・デュ・ノール）」とともに、カッサンドルにとって初めて鉄道を主題にした作品である。

## フィクション
パトリシア・ハイスミスの小説を原作としたアルフレッド・ヒッチコック監督の映画「見知らぬ乗客」（1951年）は北急行を舞台としており、フランス語版の題名"L'Inconnu du Nord-Express"には列車名が含まれている。